# We Can Work It Out
We Can Work It Out è un brano musicale della band inglese The Beatles, pubblicato per la prima volta sul singolo We Can Work It Out/Day Tripper il 3 dicembre del 1965.
Il brano è considerato un raro esempio di vera collaborazione tra John Lennon e Paul McCartney in quel periodo della loro carriera.

## Descrizione
Paul McCartney scrisse il testo e la musica per i versi e il ritornello, con testi che "potrebbero essere stati personali", probabilmente legati alla sua relazione con l'attrice Jane Asher. McCartney presentò poi la canzone a Lennon, che contribuì con la parte centrale.
Il testo della canzone evidenziò la contrapposizione di due scuole di pensiero: una, quella di McCartney, prevalentemente fondata sull'ottimismo e sulla spensieratezza, l'altra, quella di Lennon tendente all'approfondimento.
Articolato su un placido ritmo di ballata acustica, il brano delinea sul piano del testo una visione complessivamente ottimistica e la morale che si potrebbe trarre è che, comunque vada, comunque una storia d'amore finisca, ce la si può sempre fare.
Il brano, principalmente in 4/4, presenta anche delle parti in 3/4.

## Pubblicazione
Il singolo fu pubblicato il 3 dicembre 1965, insieme all'album Rubber Soul, dalla EMI sotto l'etichetta Parlophone.
In una discussione su quale delle due canzoni dovesse essere il lato A del nuovo singolo, Lennon aveva sostenuto Day Tripper, differendo dal punto di vista della maggioranza che We Can Work It Out fosse una canzone più commerciale. Il 15 novembre, la EMI annunciò che il lato A sarebbe stato We Can Work It Out, solo che Lennon avrebbe contraddetto pubblicamente questo due giorni dopo. Di conseguenza il singolo venne commercializzato come il primo doppio lato A in assoluto. La difesa di Day Tripper da parte di Lennon, di cui era lo scrittore principale, si basava sulla sua convinzione che il suono rock dei Beatles dovesse essere favorito rispetto allo stile più morbido di We Can Work It Out.
In Gran Bretagna, il singolo entrò nel UK Singles Chart (all'epoca la Record Retailer Chart) il 15 dicembre, in seconda posizione, per poi andare in prima posizione e rimanerci per 5 settimane. Sebbene il singolo fosse un immediato numero 1 sulla classifica del New Musical Express, i quotidiani Daily Mirror e Daily Express pubblicarono entrambi articoli che evidenziavano l'apparente declino. Il disco fu il nono singolo consecutivo dei Beatles nel Regno Unito e il singolo più venduto della band da Can't Buy Me Love. In occasione degli Ivor Novello Awards dell'anno successivo, We Can Work It Out è stato riconosciuto come il singolo più venduto del 1965.
Negli Stati Uniti, il singolo venne pubblicato dalla Capitol Records il 6 dicembre 1965, e sia Day Tripper che We Can Work It Out entrarono nella Billboard Hot 100.  L'8 gennaio 1966, We Can Work It Out raggiunse la prima posizione della classifica, mentre Day Tripper entrò nella top ten in decima posizione. We Can Work It Out rimase in prima posizione per tre settimane non consecutive. Il brano venne certificato disco d'oro dalla RIAA il 6 gennaio del 1966.

## Promozione
Per la prima volta, i Beatles girarono dei video musicali per dei loro brani. I videoclip per We Can Work It Out e Day Tripper vennero girati ai Twickenham Film Studios di Londra il 23 novembre del 1965, insieme ai videoclip per Ticket to Ride, I Feel Fine ed Help!.
Il videoclip di We Can Work It Out venne registrato in tre versioni: la versione scelta aveva i Beatles che indossavano dei vestiti neri, mentre la seconda versione aveva i Beatles con indosso i vestiti del loro concerto allo Shea Stadium, mentre la terza versione iniziava con un fermoimmagine di Lennon con un girasole nell'occhio.

## Cover
- Nel 1966, il gruppo italiano Mike Liddell & gli Atomi incise una versione in italiano, con testo di Carlo Rossi, dal titolo Nelle mani tue. La cover è stata inserita nel 1993 nella compilation di Red Ronnie Quei favolosi anni '60.
- Nel 1968, i Deep Purple pubblicarono una versione hard rock del brano, inclusa sul loro album The Book of Taliesyn.
- Nel 1970, Stevie Wonder pubblica la sua cover della canzone, pubblicata nel suo album Signed Sealed & Delivered. La cover ebbe un discreto successo.
- Nel 2015, in occasione dell'evento "A MusiCares Tribute To Paul McCartney", i Coldplay proposero una loro cover del brano. In questa occasione Guy Berryman suonò con un basso Höfner in onore al bassista dei Beatles. Tra gli altri artisti che hanno realizzato cover del brano troviamo Noa, Dionne Warwick, Melanie Safka, Big Youth, i Tesla.

## Classifiche
| Classifica                             | Posizione massima |
| -------------------------------------- | ----------------- |
| Australia (Kent Music Report)          | 1                 |
| Belgio (Ultratop 50 Singles)           | 3                 |
| Canada (RPM)                           | 1                 |
| Finlandia (Suomen virallinen lista)    | 1                 |
| Germania Ovest (Musikmarkt Hit Parade) | 2                 |
| Irlanda (Irish Singles Chart)          | 1                 |
| Italia (Musica e dischi)               | 5                 |
| Nuova Zelanda (Lever Hit Parade)       | 1                 |
| Paesi Bassi (Dutch Single Top 100)     | 1                 |
| Regno Unito (UK Singles Chart)         | 1                 |
| Rhodesia (Lyons Maid Chart)            | 1                 |
| Stati Uniti (Billboard Hot 100)        | 1                 |
| Svezia (Sverigetopplistan)             | 1                 |
| Svezia (Tio i Topp)                    | 1                 |
| Sudafrica (Springbok Radio)            | 2                 |